# Фёдоров, Юрий Михайлович (учёный)
Юрий Михайлович Фёдоров (12 марта 1937, Москва — 17 июля 2012, там же) — советский и российский учёный, доктор технических наук, один из ведущих специалистов в области аэронавигации. Лауреат Государственной премии СССР в области науки и техники (1982).

## Биография
С отличием окончил МАИ им. С. Орджоникидзе. В 1960—1974 инженер, зам. начальника отдела, старший научный сотрудник ГосНИИ гражданской авиации. В 1974—1976 начальник отделения Научно-экспериментального центра автоматизированного управления воздушным движением (НЭЦ АУВД) МГА. В 1976—1989 зам. начальника НЭЦ АУВД МГА. С 1989 главный научный сотрудник ФГУП ГосНИИ «Аэронавигация».
Участвовал в работах по внедрению первых отечественных автоматизированных пилотажно-навигационных комплексов на самолетах Ил-62, Ту-154, Ту-144, в создании и внедрении на аэродромах гражданской авиации более совершенных средств и систем навигации и посадки.
Автор более 150 научных трудов. Награждён орденом «Знак Почета» (1981), медалями «Ветеран труда» (1987), «В память 850 — летия г. Москвы» (1997), нагрудными знаками "Отличник «Аэрофлота» (1971), «Почетный работник транспорта» (1994).
Лауреат Государственной премии СССР в области науки и техники (1982), действительный член Международной академии информатизации, лауреат Почётной Премии Аэронавигационной комиссии ИКАО им. Уолтера Бенаги (2012).